# Torneo Rio-San Paolo 1998
Il Torneo Rio-San Paolo 1998 (ufficialmente in portoghese Torneio Rio-São Paulo 1998) è stato la 21ª edizione del Torneo Rio-San Paolo.

## Formula
Primo turno: le 8 squadre partecipanti vengono divise in due gironi da 4, entrambi composti da due squadre dello stato di Rio de Janeiro e due squadre dello stato di San Paolo. Ogni squadra affronta in partite di andata e ritorno le altre 3 componenti del proprio girone. Accedono alla fase ad eliminazione diretta le prime 2 classificate di ogni girone.
Fase finale: semifinali e finale, ad eliminazione diretta, si disputano con gare di andata e ritorno. In caso di pareggio per determinare la squadra qualificata al turno successivo si utilizzano i tiri di rigore.
In questa edizione, inoltre, le squadre si sono accordate per giocare i derby statali al di fuori della capitale del proprio Stato: le squadre carioca e Brasilia (stadio Mané Garrincha) e quelle paulista a Presidente Prudente (stadio Paulo Constantino) o Ribeirão Preto (stadio Santa Cruz).

## Partecipanti
| Squadra       | Città          | Stato          |
| ------------- | -------------- | -------------- |
| Botafogo      | Rio de Janeiro | Rio de Janeiro |
| Corinthians   | San Paolo      | San Paolo      |
| Flamengo      | Rio de Janeiro | Rio de Janeiro |
| Fluminense    | Rio de Janeiro | Rio de Janeiro |
| Palmeiras     | San Paolo      | San Paolo      |
| San Paolo     | San Paolo      | San Paolo      |
| Santos        | Santos         | San Paolo      |
| Vasco da Gama | Rio de Janeiro | Rio de Janeiro |

## Primo turno

### Risultati
| 1ª giornata          | 1ª giornata          | 1ª giornata          | 1ª giornata          | 1ª giornata          |
| 21 e 22 gennaio 1998 | 21 e 22 gennaio 1998 | 21 e 22 gennaio 1998 | 21 e 22 gennaio 1998 | 21 e 22 gennaio 1998 |
| Gruppo A             | Gruppo A             | Gruppo A             | Gruppo A             | Gruppo A             |
| -------------------- | -------------------- | -------------------- | -------------------- | -------------------- |
| 21 gen.              | Corinthians          | -                    | Botafogo             | 0-1                  |
| 21 gen.              | Vasco da Gama        | -                    | Palmeiras            | 1-2                  |
| Gruppo B             |                      |                      |                      |                      |
| 22 gen.              | Flamengo             | -                    | San Paolo            | 2-2                  |
| 22 gen.              | Santos               | -                    | Fluminense           | 2-2                  |

| 2ª giornata          | 2ª giornata          | 2ª giornata          | 2ª giornata          | 2ª giornata          |
| 24 e 28 gennaio 1998 | 24 e 28 gennaio 1998 | 24 e 28 gennaio 1998 | 24 e 28 gennaio 1998 | 24 e 28 gennaio 1998 |
| Gruppo A             | Gruppo A             | Gruppo A             | Gruppo A             | Gruppo A             |
| -------------------- | -------------------- | -------------------- | -------------------- | -------------------- |
| 24 gen.              | Palmeiras            | -                    | Corinthians          | 4-2                  |
| 24 gen.              | Vasco da Gama        | -                    | Botafogo             | 1-0                  |
| Gruppo B             |                      |                      |                      |                      |
| 28 gen.              | Flamengo             | -                    | Santos               | 0-2                  |
| 28 gen.              | San Paolo            | -                    | Fluminense           | 2-1                  |

| 3ª giornata          | 3ª giornata          | 3ª giornata          | 3ª giornata          | 3ª giornata          |
| 29 e 31 gennaio 1998 | 29 e 31 gennaio 1998 | 29 e 31 gennaio 1998 | 29 e 31 gennaio 1998 | 29 e 31 gennaio 1998 |
| Gruppo A             | Gruppo A             | Gruppo A             | Gruppo A             | Gruppo A             |
| -------------------- | -------------------- | -------------------- | -------------------- | -------------------- |
| 29 gen.              | Botafogo             | -                    | Palmeiras            | 2-2                  |
| 29 gen.              | Corinthians          | -                    | Vasco da Gama        | 0-1                  |
| Gruppo B             |                      |                      |                      |                      |
| 31 gen.              | Fluminense           | -                    | Flamengo             | 0-0                  |
| 31 gen.              | San Paolo            | -                    | Santos               | 1-1                  |

| 4ª giornata         | 4ª giornata         | 4ª giornata         | 4ª giornata         | 4ª giornata         |
| 3 e 4 febbraio 1998 | 3 e 4 febbraio 1998 | 3 e 4 febbraio 1998 | 3 e 4 febbraio 1998 | 3 e 4 febbraio 1998 |
| Gruppo A            | Gruppo A            | Gruppo A            | Gruppo A            | Gruppo A            |
| ------------------- | ------------------- | ------------------- | ------------------- | ------------------- |
| 4 feb.              | Botafogo            | -                   | Corinthians         | 2-1                 |
| 4 feb.              | Palmeiras           | -                   | Vasco da Gama       | 2-1                 |
| Gruppo B            |                     |                     |                     |                     |
| 3 feb.              | Fluminense          | -                   | Santos              | 2-3                 |
| 3 feb.              | San Paolo           | -                   | Flamengo            | 1-1                 |

| 5ª giornata          | 5ª giornata          | 5ª giornata          | 5ª giornata          | 5ª giornata          |
| 7 e 11 febbraio 1998 | 7 e 11 febbraio 1998 | 7 e 11 febbraio 1998 | 7 e 11 febbraio 1998 | 7 e 11 febbraio 1998 |
| Gruppo A             | Gruppo A             | Gruppo A             | Gruppo A             | Gruppo A             |
| -------------------- | -------------------- | -------------------- | -------------------- | -------------------- |
| 7 feb.               | Botafogo             | -                    | Vasco da Gama        | 2-2                  |
| 7 feb.               | Corinthians          | -                    | Palmeiras            | 1-2                  |
| Gruppo B             |                      |                      |                      |                      |
| 11 feb.              | Fluminense           | -                    | San Paolo            | 2-1                  |
| 11 feb.              | Santos               | -                    | Flamengo             | 3-1                  |

| 6ª giornata           | 6ª giornata           | 6ª giornata           | 6ª giornata           | 6ª giornata           |
| 12 e 14 febbraio 1998 | 12 e 14 febbraio 1998 | 12 e 14 febbraio 1998 | 12 e 14 febbraio 1998 | 12 e 14 febbraio 1998 |
| Gruppo A              | Gruppo A              | Gruppo A              | Gruppo A              | Gruppo A              |
| --------------------- | --------------------- | --------------------- | --------------------- | --------------------- |
| 12 feb.               | Palmeiras             | -                     | Botafogo              | 0-1                   |
| 12 feb.               | Vasco da Gama         | -                     | Corinthians           | 0-1                   |
| Gruppo B              |                       |                       |                       |                       |
| 14 feb.               | Flamengo              | -                     | Fluminense            | 2-2                   |
| 14 feb.               | San Paolo             | -                     | Santos                | 1-1                   |

### Classifica

#### Gruppo A
| Pos. | Squadra       | Pt | G | V | N | P | GF | GS | DR |
| ---- | ------------- | -- | - | - | - | - | -- | -- | -- |
| 1.   | Palmeiras     | 13 | 6 | 4 | 1 | 1 | 12 | 8  | +4 |
| 2.   | Botafogo      | 11 | 6 | 3 | 2 | 1 | 8  | 6  | +2 |
| 3.   | Vasco da Gama | 7  | 6 | 2 | 1 | 3 | 6  | 7  | -1 |
| 4.   | Corinthians   | 3  | 6 | 1 | 0 | 5 | 5  | 10 | -5 |

#### Gruppo B
| Pos. | Squadra    | Pt | G | V | N | P | GF | GS | DR  |
| ---- | ---------- | -- | - | - | - | - | -- | -- | --- |
| 1.   | Santos     | 13 | 6 | 4 | 1 | 1 | 8  | 4  | +4  |
| 2.   | San Paolo  | 8  | 6 | 2 | 2 | 2 | 15 | 12 | +3  |
| 3.   | Fluminense | 8  | 6 | 2 | 2 | 2 | 10 | 7  | +3  |
| 4.   | Flamengo   | 4  | 6 | 1 | 1 | 4 | 6  | 16 | -10 |

### Verdetti
- Palmeiras, Botafogo, Santos e San Paolo ammessi alla fase finale.

## Fase finale
|  | Semifinali | Semifinali      | Semifinali | Semifinali | Semifinali |  |  | Finale    | Finale    | Finale | Finale | Finale |  |
|  |            |                 |            |            |            |  |  |           |           |        |        |        |  |
|  | 2A         | San Paolo (dtr) | 1          | 1          | 2 (3)      |  |  |           |           |        |        |        |  |
|  | 1B         | Palmeiras       | 2          | 0          | 2 (2)      |  |  | San Paolo | San Paolo | 2      | 2      | 4      |  |
|  | 1A         | Botafogo (dtr)  | 0          | 2          | 2 (4)      |  |  | Botafogo  | Botafogo  | 3      | 2      | 5      |  |
|  | 2B         | Santos          | 0          | 2          | 2 (2)      |  |  |           |           |        |        |        |  |

### Semifinali

#### Andata
| Arbitro: | Travassos |

|          |           |                           |
| Dodô 44’ | Marcatori | 19’ Paulo Nunes 24’ Oséas |

| Rio de Janeiro 17 febbraio 1998 | Botafogo | 0 – 0 referto | Santos | Maracanã (1.595 spett.)\| Arbitro: \| Godói \| |
| Arbitro:                        | Godói    |               |        |                                                |

#### Ritorno
| Arbitro: | Oliveira |

|                                         |                      |                                 |
|                                         | Marcatori            | 65’ Dodô                        |
| Arce Júnior Rogério Paulo Nunes Galeano | Tiri di rigore 2 – 3 | Denílson Serginho Capitão Gallo |

| Arbitro: | Ribas |

|                                                               |                      |                                                  |
| Marcos Assunção 64’ Ronaldão 57’                              | Marcatori            | 37’ Túlio 61’ Djair                              |
| Marcos Assunção Narciso Sandro Barbosa Ânderson Lima Jorginho | Tiri di rigore 3 – 4 | Bebeto Gonçalves Jorge Antônio Jorge Luiz França |

### Finale

#### Andata
| Arbitro: | Ribas |

| |            | |
| Dodô 50’ França 64’ | Marcatori  | 38’ Zé Carlos 75’ Sérgio Manoel 86’ Jorge Luiz |
| · Rogério Ceni P · Zé Carlos D · Capitão D · Márcio Santos D · Serginho D · Gallo C · Carlos Miguel C · Reinaldo C · Adriano C · Denílson C · Víctor Aristizábal A · França A · Dodô A · Marcelinho C | Formazioni | · P Wágner · D Jorge Antônio · D Jorge Luiz · D Gonçalves · D Jefferson · C Pingo · A Tico Mineiro · C Djair · C França · C Sérgio Manoel · D Grotto · A Zé Carlos · A Róbson · A Túlio |
| Nelsinho Baptista | Allenatori | Gílson Nunes |

#### Ritorno
| Arbitro: | Godói |

| |            | |
| Jefferson 11’ Zé Carlos 76’ | Marcatori  | 37’ Adriano 43’ (rig.) Dodô |
| · Wágner P · Wilson Goiano D · Jorge Luiz D · Gonçalves D · Jefferson D · Pingo C · França C · Zé Carlos A · Djair C · Sérgio Manoel C · Alemão D · Bebeto A · Túlio A | Formazioni | · P Rogério Ceni · D Zé Carlos · D Capitão · D Márcio Santos · D Serginho · C Sidney · C Fabiano · A França · C Carlos Miguel · C Adriano · C Gallo · A Dodô · A Denílson |
| Gílson Nunes | Allenatori | Nelsinho Baptista |

## Classifica marcatori
| Gol |  |  | Giocatore | Squadra    |
| --- |  |  | --------- | ---------- |
| 5   |  |  | Dodô      | San Paolo  |
| 4   |  |  | Bebeto    | Botafogo   |
| 4   |  |  | Jorginho  | Santos     |
| 4   |  |  | Roni      | Fluminense |
| 4   |  |  | Zé Carlos | Botafogo   |
| 3   |  |  | Adriano   | San Paolo  |
| 3   |  |  | Oséas     | Palmeiras  |